# Gare centrale de Prague
La gare centrale de Prague (en tchèque : Praha hlavní nádraží, également appelée Praha Wilsonovo nádraží) est la plus grande et la plus importante gare ferroviaire de Prague.

## Situation ferroviaire

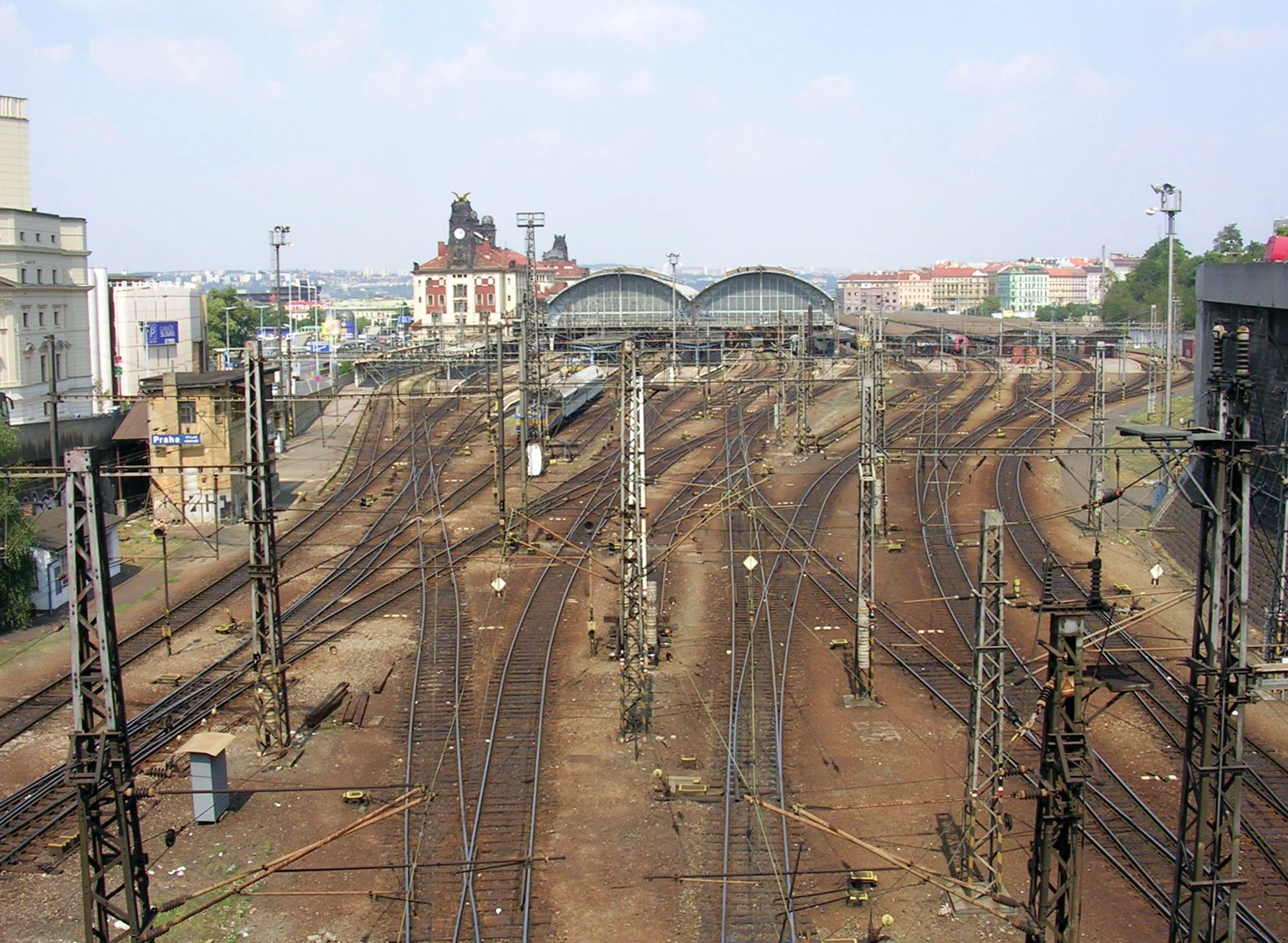
Vue générale du faisceau de voies

## Histoire

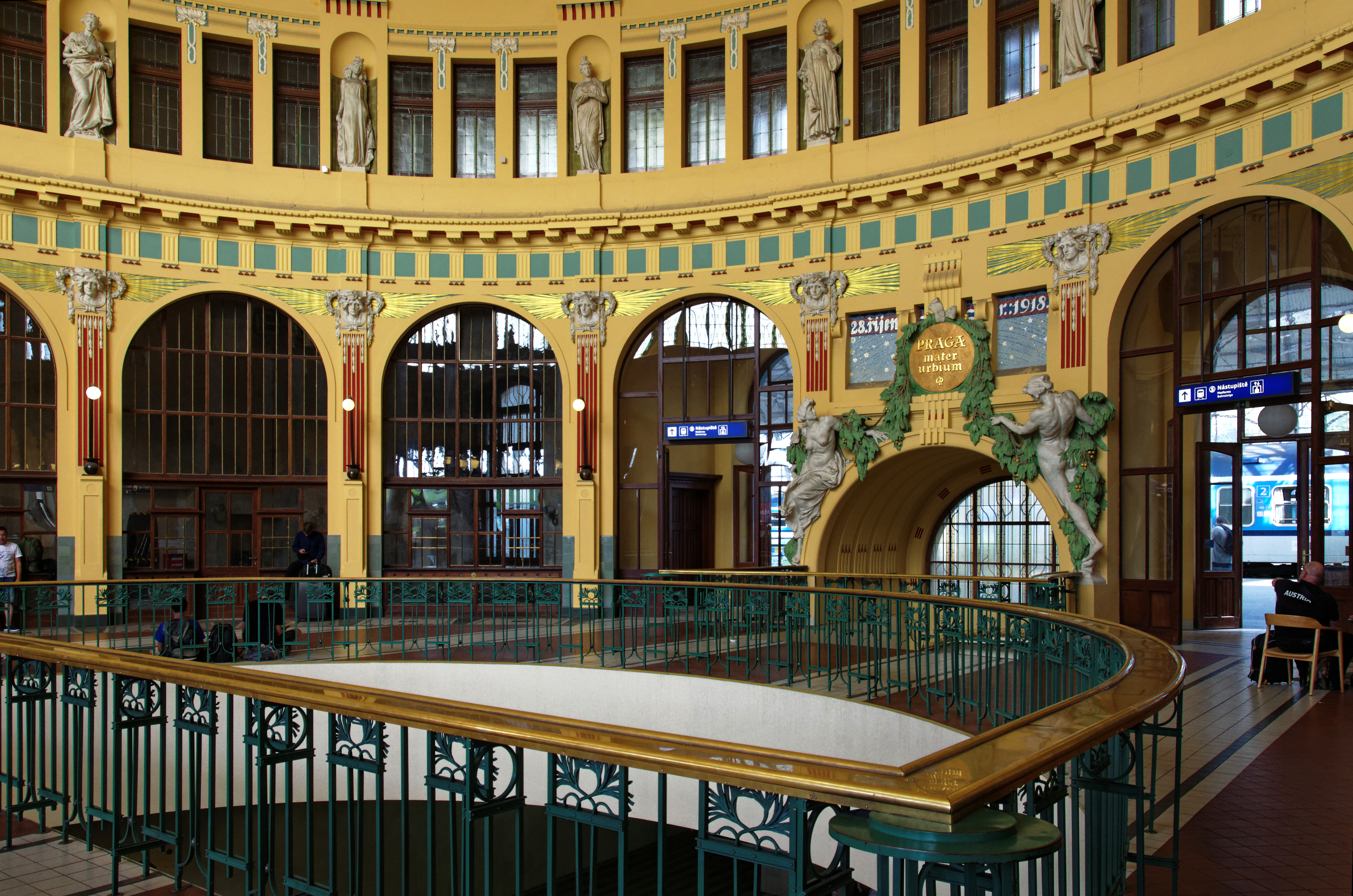
Ancien hall de la gare centrale de Prague avec de nombreux traits Art nouveau

La gare a été inaugurée le 14 décembre 1871 et nommée « gare François-Joseph » en l'honneur de l'empereur François-Joseph Ier. Le hall de la gare a été construit entre 1901 et 1909, par l'architecte tchèque Josef Fanta. La station a été prolongée d'un niveau terminal construit entre 1972 et 1979. Sa reconstruction, démarrée en 2006, devait prendre fin en 2012.

## Service des voyageurs

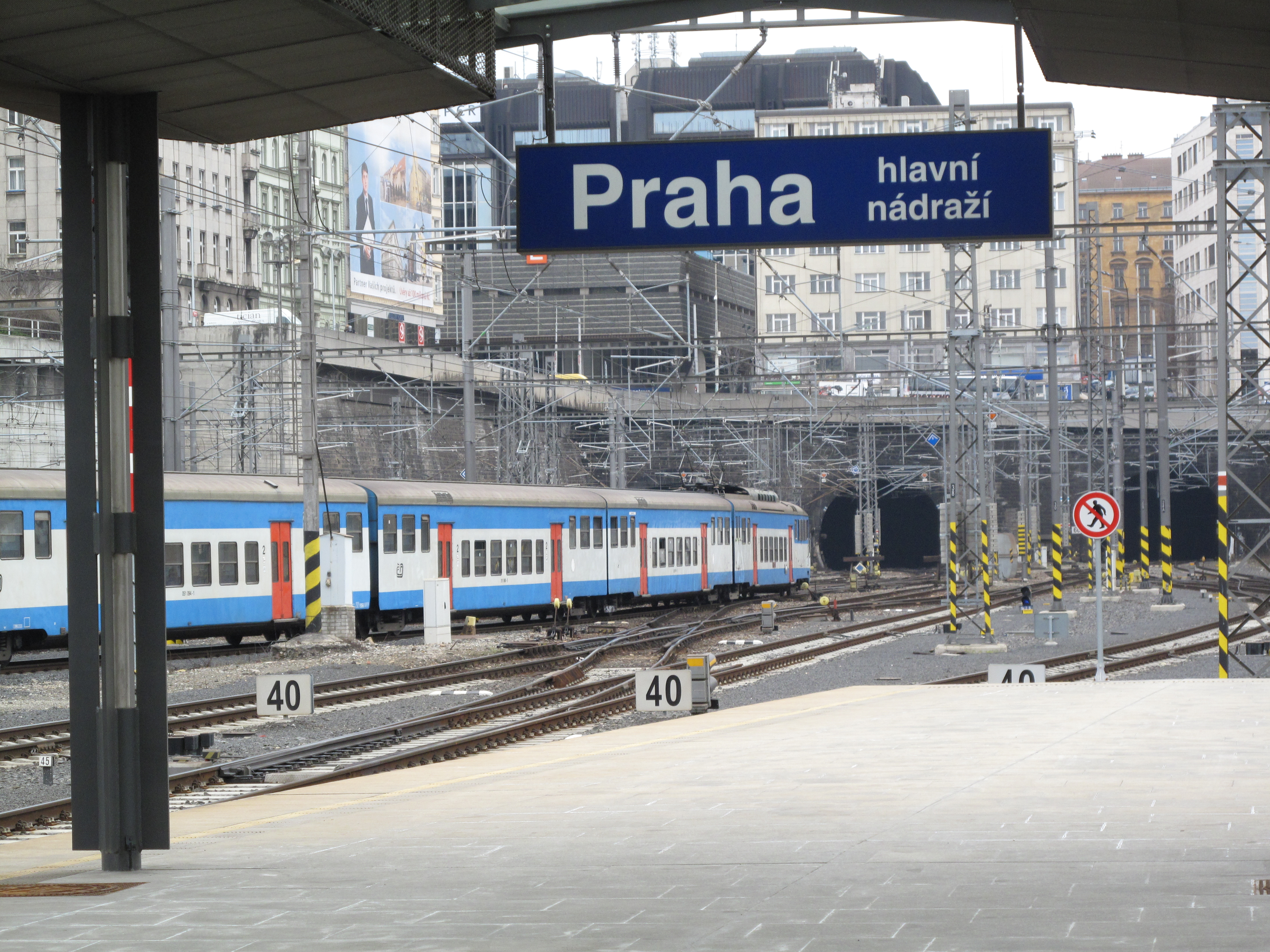
Voies à la sortie de la gare

### Desserte
La gare est une plaque tournante du transport international (trains en direction des villes de Munich, Nuremberg, Berlin, Dresde, Hambourg et vers la Pologne, la Slovaquie, la Hongrie, les Pays-Bas, la Serbie et la Croatie). Ils sont exploités par des trains express et des Pendolino.
En plus des services internationaux, les trains desservent la plupart des grandes villes tchèques, comme Brno, Plzeň, České Budějovice et Olomouc.
Le réseau Esko Prague assure la desserte régionale autour de Prague.

### Intermodalité
La gare est desservie par la ligne C du métro de Prague à la station de métro Hlavní nádraží, et de nombreuses lignes de tramway devant la gare.